# Owoc granatu
Owoc granatu (tur. Nar) – turecki dramat filmowy z 2011 w reżyserii Ümita Ünala.
Polska premiera odbyła się 28 maja 2012 w ramach Tygodnia Filmów Tureckich, organizowanego w warszawskim kinie Muranów.

## Opis fabuły
Trzecia część (po Gölgesizler i Ses) filmowej trylogii, zrealizowanej przez Ümita Ünala. Kobieta próbuje wymierzyć sprawiedliwość osobom, które ją skrzywdziły w przeszłości. W ciągu kilku godzin czwórka bohaterów, reprezentujących różne systemy wartości musi zweryfikować swoje przekonania i wyobrażenia o sprawiedliwości. Tytuł nawiązuje do sytuacji, w której ludzie są stłoczeni i skazani na siebie, jak pestki granatu.

## Obsada
- Serra Yılmaz jako Falci Asuman
- İrem Altuğ jako Deniz
- İdil Fırat jako Sema
- Erdem Akakçe jako Mustafa
- Şükran Ovalı

## Nagrody i wyróżnienia
Film otrzymał specjalną nagrodę jury na Festiwalu Filmowym Złota Pomarańcza w Antalyi (2011). W 2012 na Festiwalu Filmowym w Ankarze wyróżniona została scenografia do filmu.